# Боферт (Південна Кароліна)
Боферт (англ. Beaufort) — місто (англ. city) в США, в окрузі Бофорт штату Південна Кароліна. Населення — 13 607 осіб (2020).

## Географія
Боферт розташований за координатами 32°26′54″ пн. ш. 80°42′38″ зх. д. / 32.44833° пн. ш. 80.71056° зх. д. (32.448260, -80.710488). За даними Бюро перепису населення США в 2010 році місто мало площу 86,97 км², з яких 71,48 км² — суходіл та 15,48 км² — водойми.

### Клімат
Місто знаходиться у зоні, котра характеризується вологим субтропічним кліматом. Найтепліший місяць — липень із середньою температурою 28.3 °C (82.9 °F). Найхолодніший місяць — січень, із середньою температурою 9.5 °С (49.1 °F).
| Клімат Боферта          | Клімат Боферта | Клімат Боферта | Клімат Боферта | Клімат Боферта | Клімат Боферта | Клімат Боферта | Клімат Боферта | Клімат Боферта | Клімат Боферта | Клімат Боферта | Клімат Боферта | Клімат Боферта | Клімат Боферта |
| Показник                | Січ.           | Лют.           | Бер.           | Квіт.          | Трав.          | Черв.          | Лип.           | Серп.          | Вер.           | Жовт.          | Лист.          | Груд.          | Рік            |
| Абсолютний максимум, °C | 28             | 29             | 32             | 34             | 36             | 41             | 41             | 38             | 36             | 34             | 31             | 27             | 41             |
| Середній максимум, °C   | 15,4           | 17,4           | 20,9           | 24,8           | 28,9           | 31,9           | 33,4           | 32,4           | 29,7           | 25,4           | 21,2           | 16,6           | 24,9           |
| Середня температура, °C | 9,5            | 11,3           | 14,8           | 18,7           | 23             | 26,6           | 28,3           | 27,7           | 24,9           | 19,9           | 15,2           | 10,8           | 19,3           |
| Середній мінімум, °C    | 3,6            | 5,3            | 8,7            | 12,5           | 17,2           | 21,4           | 23,2           | 22,9           | 20,1           | 14,3           | 9,1            | 5,1            | 13,7           |
| Абсолютний мінімум, °C  | −15            | −8             | −6             | 0              | 5              | 10             | 16             | 13             | 7              | 0              | −7             | −11            | −15            |
| Норма опадів, мм        | 88.9           | 73.7           | 81.3           | 71.1           | 58.4           | 129.5          | 132.1          | 172.7          | 119.4          | 88.9           | 58.4           | 78.7           | 1153.2         |
| Днів з опадами          | 8,8            | 8,3            | 7,7            | 6,7            | 7              | 11,6           | 11,8           | 12,4           | 8,8            | 7,5            | 7              | 8,8            | 106,4          |
| Днів зі снігом          | 0              | 0              | 0              | 0              | 0              | 0              | 0              | 0              | 0              | 0              | 0              | 0,1            | 0,1            |
| Вологість повітря, %    | 69.4           | 68.7           | 68.1           | 68.1           | 71.3           | 75.9           | 76.2           | 78.5           | 77.3           | 76.1           | 74.2           | 71.7           | 73.1           |
| ----------------------- | -------------- | -------------- | -------------- | -------------- | -------------- | -------------- | -------------- | -------------- | -------------- | -------------- | -------------- | -------------- | -------------- |
| Джерело: Weatherbase    |                |                |                |                |                |                |                |                |                |                |                |                |                |

## Демографія
Згідно з переписом 2010 року, у місті мешкала 12 361 особа в 4883 домогосподарствах у складі 3032 родин. Густота населення становила 142 особи/км². Було 5630 помешкань (65/км²).
Расовий склад населення:
| - 67,1 % — білих - 25,7 % — чорних або афроамериканців - 1,4 % — азіатів - 0,3 % — корінних американців - 0,1 % — вихідців з тихоокеанських островів - 2,7 % — осіб інших рас |

До двох чи більше рас належало 2,6 %. Частка іспаномовних становила 6,7 % від усіх жителів.
За віковим діапазоном населення розподілялося таким чином: 22,3 % — особи молодші 18 років, 62,2 % — особи у віці 18—64 років, 15,5 % — особи у віці 65 років та старші. Медіана віку мешканця становила 34,2 року. На 100 осіб жіночої статі у місті припадало 95,6 чоловіків; на 100 жінок у віці від 18 років та старших — 93,7 чоловіків також старших 18 років.
Середній дохід на одне домашнє господарство становив 62 274 долари США (медіана — 42 630), а середній дохід на одну сім'ю — 74 465 доларів (медіана — 55 244). Медіана доходів становила 33 708 доларів для чоловіків та 35 890 доларів для жінок. За межею бідності перебувало 20,7 % осіб, у тому числі 31,7 % дітей у віці до 18 років та 3,9 % осіб у віці 65 років та старших.
Цивільне працевлаштоване населення становило 5396 осіб. Основні галузі зайнятості: освіта, охорона здоров'я та соціальна допомога — 26,6 %, мистецтво, розваги та відпочинок — 16,7 %, роздрібна торгівля — 13,5 %, науковці, спеціалісти, менеджери — 11,8 %.